# Llista d'obres de Gian Lorenzo Bernini
La llista reuneix les escultures, pintures i obres arquitectòniques de l'artista Gian Lorenzo Bernini. La numeració és la del catàleg raonat de Rudolph Wittkower's Catalogue, publicat en 1955: Gian Lorenzo Bernini: the sculptor of the Roman Baroque.

## Obres
| Núm.   | Títol | Any       | Tipus                                                     | Material                                     | Localització                                        | Imatge                                                                                                   | Ref    |
| ------ | --- | --------- | --------------------------------------------------------- | -------------------------------------------- | --------------------------------------------------- | --- | ------ |
| 1      | La cabra Amaltea amb Júpiter nen i un faune | 1609–1615 | Escultura                                                 | Marbre 44 cm                                 | Galleria Borghese Roma                              | | [ 1 ]  |
| 2      | Bust de Giovanni Battista Santoni | 1613–1616 | Escultura                                                 | Marbre Mida natural                          | Santa Prassede Roma                                 | | [ 1 ]  |
| NA     | Faune amb nens | 1616–1617 | Escultura                                                 | Marbre 132 cm                                | Metropolitan Museum of Art Nova York                | | [ 2 ]  |
| 3      | Martiri de Sant Llorenç | 1617      | Escultura                                                 | Marbre 66 x 108 cm                           | Uffizi Florència                                    | | [ 1 ]  |
| 4      | Sant Sebastià | 1617–1618 | Escultura                                                 | Marbre                                       | Museo Thyssen-Bornemisza Madrid                     | | [ 3 ]  |
| 5      | Bust de Giovanni Vigevano | 1617–1618 | Escultura                                                 | Marbre Mida natural                          | Santa Maria sopra Minerva Roma                      | | [ 4 ]  |
| 6      | Bust del papa Pau V | 1618      | Escultura                                                 | Marbre 35 cm                                 | Galleria Borghese Roma                              | | [ 5 ]  |
| 7      | L'ànima condemnada | 1619      | Escultura                                                 | Marbre Mida natural                          | Palazzo di Spagna Roma                              | | [ 5 ]  |
| 7      | L'ànima beneïda | 1619      | Escultura                                                 | Marbre Mida natural                          | Palazzo di Spagna Roma                              | | [ 5 ]  |
| 8      | Eneas portant Anquises i Ascani | 1618–1619 | Escultura                                                 | Marbre Mida natural                          | Galleria Borghese Roma                              | | [ 6 ]  |
| 9      | Neptú i Tritó | 1620      | Escultura                                                 | Marbre 182 cm                                | Victoria and Albert Museum Londres                  | | [ 7 ]  |
| 10     | El rapte de Prosèrpina | 1621–1622 | Escultura                                                 | Marbre 225 cm                                | Galleria Borghese Roma                              | | [ 8 ]  |
| 11 (1) | Hermafrodita adormit | 1620      | Escultura                                                 | Marbre 169 cm                                | Musée du Louvre París                               | | [ 9 ]  |
| 11 (2) | Restauració del Faune Barberini | 1621–1622 | Escultura                                                 | Marbre                                       | Glyptothek Munic                                    | | [ 10 ] |
| 11 (3) | Restauració de l'Ares Ludovisi Bernini hi afegeix l'empunyadura de l'espasa i l'angelet | 1622      | Escultura                                                 | Marbre                                       | Museo nazionale romano Roma                         | | [ 10 ] |
| 12     | Bust del papa Gregori XV | 1621      | Escultura                                                 | Marbre 64 cm                                 | Art Gallery of Ontario Toronto                      | | [ 11 ] |
| 13     | Bust de Pedro de Foix Montoya | 1621      | Escultura                                                 | Marbre Mida natural                          | Santa Maria di Monserrato Roma                      | | [ 12 ] |
| 14     | Bust del cardenal Escoubleau de Sourdis | 1622      | Escultura                                                 | Marbre Mida natural                          | Saint-Brun Bordeus                                  | | [ 13 ] |
| 15     | Bust del cardenal Roberto Bellarmino | 1622      | Escultura                                                 | Marbre Mida natural                          | Església del Gesù Roma                              | | [ 14 ] |
| 16     | Bust del cardenal Giovanni Dolfin | 1622      | Escultura                                                 | Marbre                                       | Isola di San Michele Venècia                        | Bust Arxivat 2016-08-06 a Wayback Machine.                                                               | [ 15 ] |
| 81 (7) | Bust d'Alessandro Peretti di Montalto | 1622      | Escultura                                                 | Marbre                                       | Kunsthalle Hamburg Hamburg                          | | [ 16 ] |
| 81 (8) | Bust de Carlo Antonio del Pozzo | 1622      | Escultura                                                 | Marbre 82 cm                                 | National Galleries of Scotland Edimburg             | | [ 16 ] |
| NA     | Autoretrat de jove | 1623      | Pintura                                                   | Oli sobre tela 38 x 30 cm                    | Galleria Borghese Roma                              | | [ 17 ] |
|        | Façana de Santa Bibiana | 1623 ca.  | Arquitectura, escultura                                   |                                              | Roma                                                | |        |
| 17     | David | 1623–1624 | Escultura                                                 | Marbre                                       | Galleria Borghese Roma                              | | [ 18 ] |
| 18     | Apol·lo i Dafne | 1622–1625 | Escultura                                                 | Marbre 243 cm                                | Galleria Borghese Roma                              | | [ 19 ] |
| NA     | Bust d'Antonio Cepparelli | 1622      | Escultura                                                 | Marbre                                       | San Giovanni dei Fiorentini Roma                    | | [ 20 ] |
| 19     | Bust del papa Urbà VIII | 1632      | Escultura                                                 | Marbre Mida natural                          | Palazzo Barberini Roma                              | | [ 21 ] |
| 20     | Santa Bibiana | 1624–1626 | Escultura                                                 | Marbre Mida natural                          | Santa Bibiana Roma                                  | | [ 22 ] |
| 21     | Baldaquí de Sant Pere del Vaticà | 1623–1634 | Escultura                                                 | Bronze 20 m (columnes)                       | Sant Pere del Vaticà Roma (avui, Ciutat del Vaticà) | | [ 23 ] |
| 22     | Bust del cardenal Melchior Klesl | 1623 ca.  | Escultura                                                 | Bronze                                       | Catedral de l'Assumpció Wiener Neustadt             | Bust | [ 24 ] |
| 23     | Dos àngels | 1626–1628 | Escultura                                                 | Marbre Mida natural                          | Basilica di Sant'Agostino Roma                      | | [ 25 ] |
| 24 (a) | Bust de Francesco Barberini | 1626      | Escultura                                                 | Marbre 80 cm                                 | National Gallery of Art Washington, D.C.            | | [ 25 ] |
| 24 (c) | Bust de Camilla Barbadoni | 1626      | Escultura                                                 | Marbre 60 cm                                 | Statens Museum for Kunst Copenhagen                 | | [ 26 ] |
| NA     | Els sants Andreu i Tomàs | 1627      | Pintura                                                   | Oli sobre tela                               | National Gallery Londres                            | |        |
| 80 (1) | Fontana della Barcaccia | 1627      | Font                                                      | Marbre                                       | Piazza di Spagna Roma                               | | [ 27 ] |
| 25     | Busts dels cardenals Agostino i Pietro Valier | 1629      | Escultura                                                 | Marbre                                       | Oratori del Seminari Venècia                        | | [ 28 ] |
| 26     | Làpida commemorativa de Carlo Barberini | 1630      | Escultura                                                 | Marbre                                       | Santa Maria in Aracoeli Roma                        | Fotografia                                                                                               | [ 29 ] |
| 27     | Cap del monument de Carlo Barberini | 1630      | Escultura                                                 | Marbre Mida natural                          | Palazzo dei Conservatori Roma                       | | [ 30 ] |
| NA     | Autoretrat d'adult | 1630–1635 | Pintura                                                   | Oli sobre tela 62 x 46 cm                    | Uffizi Florència                                    | | [ 31 ] |
| 28     | Sant Longí | 1631–1638 | Escultura                                                 | Marbre 440 cm                                | Sant Pere del Vaticà Roma                           | | [ 32 ] |
| 29     | Balcons i fornícules als pilars de la cúpula de Sant Pere | 1633–1640 | Escultura                                                 | Marbre                                       | Sant Pere del Vaticà Roma                           | | [ 33 ] |
| 30     | Tomba del papa Urbà VIII | 1627–1647 | Escultura                                                 | Bronze daurat i marbre                       | Sant Pere del Vaticà Roma                           | Fotografia                                                                                               | [ 34 ] |
| 30     | La Caritat amb quatre nens | 1627–1628 | Escultura                                                 | Terracota                                    | Musei vaticani, Palazzo apostolico Roma             | Fotografia                                                                                               | [ 34 ] |
| NA     | Retrat d'Urbà VIII | 1632      | Pintura                                                   | Oli sobre tela                               | Galleria nazionale d'arte antica Roma               | |        |
| 31     | Dos busts del cardenal Scipione Borghese | 1632      | Escultura                                                 | Marbre 78 cm                                 | Galleria Borghese Roma                              | | [ 35 ] |
| 32     | Font del Tritó | 1624–1643 | Font                                                      | Travertí                                     | Piazza Barberini Roma                               | | [ 36 ] |
| 33     | Tomba de la comtessa Matilda de Toscana | 1633–1637 | Escultura                                                 | Marbre                                       | Sant Pere del Vaticà Roma                           | | [ 37 ] |
| 30     | La Caritat amb dos nens | 1634      | Escultura                                                 | Terracota 42 cm                              | Musei vaticani Roma                                 | |        |
| 34     | Pasce oves meas | 1639–1644 | Escultura                                                 | Marbre                                       | Sant Pere del Vaticà Roma                           | Fotografia                                                                                               | [ 38 ] |
| 35     | Bust de Costanza Bonarelli | 1635      | Escultura                                                 | Marbre 72 cm                                 | Museo nazionale del Bargello Florència              | | [ 39 ] |
| 36     | Busts de Paolo Giordano II Orsini i la seva muller Isabella Orsini | 1635      | Escultura                                                 | Marbre                                       | Castello Orsini-Odescalchi Bracciano                | Paolo Orsini Arxivat 2016-08-11 a Wayback Machine. Isabella Orsini Arxivat 2016-08-22 a Wayback Machine. | [ 40 ] |
| 37     | Inscripció en marbre per al papa Urbà VIII | 1636      | Escultura                                                 | Marbre                                       | Santa Maria in Aracoeli Roma                        | Fotografia Arxivat 2016-08-27 a Wayback Machine.                                                         | [ 41 ] |
| 38     | Estàtua d'Urbà VIII | 1635–1640 | Escultura                                                 | Marbre                                       | Palazzo dei Conservatori Roma                       | | [ 42 ] |
| 39     | Bust del rei Carles I | 1635–1640 | Escultura                                                 | Marbre                                       | Palau de Whitehall Londres                          | Fotografia                                                                                               | [ 42 ] |
| 40     | Bust de Thomas Baker | 1638      | Escultura                                                 | Marbre 82 cm                                 | Victoria and Albert Museum Londres                  | | [ 43 ] |
| 41     | Medusa | 1636      | Escultura                                                 | Marbre                                       | Palazzo dei Conservatori Roma                       | | [ 44 ] |
| NA     | Retrat d'un noi | 1638      | Pintura                                                   | Oli sobre tela                               | Galleria Borghese Roma                              | |        |
| 42     | Bust del cardenal Richelieu | 1640–1641 | Escultura                                                 | Marbre Mida natural                          | Musée du Louvre París                               | | [ 45 ] |
| 43     | Monument d'Alessandro Valtrini | 1639      | Escultura                                                 | Marbre                                       | San Lorenzo in Damaso Roma                          | Fotografia                                                                                               | [ 46 ] |
| 43     | Monument d'Ippolito Merenda | 1636–1638 | Escultura                                                 | Marbre                                       | San Giacomo alla Lungara Roma                       | Fotografia                                                                                               | [ 46 ] |
| 80 (3) | Font de les abelles | 1644      | Font                                                      | Travertí                                     | Piazza Barberini Roma                               | | [ 27 ] |
| NA     | Crist humiliat | 1644–1655 | Pintura                                                   | Oli sobre tela                               | Col·lecció particular Londres                       | |        |
| 44     | Monument de Maria Raggi | 1647–1653 | Escultura                                                 | Bronze daurat i marbre de color Mida natural | Santa Maria sopra Minerva Roma                      | | [ 47 ] |
| 45     | Confessio de Santa Francesca Romana | 1644–1649 | Arquitectura, escultura                                   | Marbre, estucs                               | Santa Maria Nuova Roma                              | Confessio                                                                                                | [ 48 ] |
| 46     | Capella Raimondi | 1638–1648 | Escultura, relleu                                         | Marbre                                       | San Pietro in Montorio Roma                         | | [ 49 ] |
| 47     | Decoració de la nau i les capelles de Sant Pere del Vaticà | 1645–1648 | Escultura                                                 | Marbre                                       | Sant Pere del Vaticà Roma                           | | [ 50 ] |
| 48     | Èxtasi de Santa Teresa | 1647–1652 | Escultura                                                 | Marbre Mida natural                          | Capella Cornaro, Santa Maria della Vittoria Roma    | | [ 51 ] |
| 48     | Llotges dels fundadors | 1647–1652 | Escultura                                                 | Marbre Mida natural                          | Capella Cornaro, Santa Maria della Vittoria Roma    | | [ 51 ] |
| 49     | La Veritat desvetllada pel Temps | 1645–1652 | Escultura                                                 | Marbre 280 cm                                | Galleria Borghese Roma                              | | [ 52 ] |
| 50     | Font dels quatre rius | 1648–1651 | Font                                                      | Travertí i marbre                            | Piazza Navona Roma                                  | | [ 53 ] |
| 51     | Bust d'Innocenci X | 1650      | Escultura                                                 | Marbre                                       | Galeria Doria-Pamphilj Roma                         | | [ 54 ] |
| 52     | Noli me tangere | 1650      | Escultura                                                 | Marbre Mida natural                          | Santi Domenico e Sisto Roma                         | | [ 55 ] |
|        | Palau de Montecitorio | 1650 ca.  | Arquitectura                                              |                                              | Roma                                                | |        |
| 53     | Mare de Déu i Nen | 1656–1663 | Escultura Projecte de Bernini, executat per Antonio Raggi | Marbre                                       | Saint-Joseph-des-Carmes París                       | Fotografia                                                                                               | [ 56 ] |
| 54     | Bust de Francesc I d'Este | 1650–1651 | Escultura                                                 | Marbre 100 cm                                | Galleria Estense Mòdena                             | | [ 56 ] |
|        | Model de la Font dels Quatre Rius Reproducció de la font construïda a Roma; és un dels primers estats de la font, i porta les armes de Felip IV d'Espanya: és al Palau Reial de Madrid des de 1668, probablement com a regal del Papa. | 1651-1665 | Escultura                                                 | Bronze daurat                                | Palau Reial de Madrid                               | |        |
| 55     | Font del Moro | 1653–1654 | Font                                                      | Marbre                                       | Piazza Navona Roma                                  | | [ 57 ] |
| 56     | Tomba del cardenal Domenico Pimentel | 1653      | Escultura                                                 | Marbre                                       | Santa Maria sopra Minerva Roma                      | | [ 58 ] |
| 57     | Crucifix per a Felip IV | 1655      | Escultura                                                 | Bronze 233 x 166 cm                          | Monestir de l'Escorial                              | | [ 59 ] |
| 57     | Corpus | 1650      | Escultura                                                 | Bronze                                       | Art Gallery of Ontario Toronto                      | Fotografia                                                                                               | [ 59 ] |
| 57     | Creu d'altar | 1657–1661 | Escultura                                                 | Bronze                                       | Sant Pere del Vaticà Roma                           | | [ 59 ] |
| 58     | Decoració de Santa Maria del Popolo | 1650      | Escultura                                                 | Marbre                                       | Santa Maria del Popolo Roma                         | | [ 60 ] |
| 58     | Daniel i el lleó | 1655      | Escultura                                                 | Marbre                                       | Santa Maria del Popolo. Capella Chigi Roma          | | [ 60 ] |
| 58     | Habacuc i l'àngel | 1655      | Escultura                                                 | Marbre                                       | Santa Maria del Popolo. Capella Chigi Roma          | | [ 60 ] |
| 59     | Putti aixecant unes cortines | 1656–1657 | Escultura                                                 | Estuc                                        | Palazzo vaticano. Sala Ducale Roma                  | | [ 61 ] |
| 60     | Santa Bàrbara | 1655–1657 | Escultura                                                 | Marbre                                       | Palazzo vaticano. Sala Ducale Roma                  | Fotografia                                                                                               | [ 62 ] |
| 61     | Càtedra de Sant Pere | 1657–1666 | Escultura                                                 | Marbre, bronze, estuc blanc i daurat         | Sant Pere del Vaticà Roma                           | | [ 63 ] |
| 62 (1) | Església de Sant Tomàs de Villanova | 1658–1661 | Arquitectura, escultura                                   |                                              | Castel Gandolfo                                     | | [ 64 ] |
| 62 (2) | Església de l'Assunta | 1662–1664 | Arquitectura, escultura                                   |                                              | Arícia                                              | | [ 64 ] |
| 62 (3) | Església de Sant Andreu del Quirinal | 1658–1670 | Arquitectura, escultura                                   |                                              | Roma                                                | | [ 64 ] |
| 63     | Sant Jeroni | 1659–1663 | Escultura                                                 | Marbre                                       | Catedral de Siena. Capella Chigi Siena              | | [ 65 ] |
| 63     | Santa Maria Magdalena | 1659–1663 | Escultura                                                 | Marbre                                       | Catedral de Siena. Capella Chigi Siena              | | [ 65 ] |
|        | Plaça i columnata de Sant Pere | 1660      | Arquitectura                                              |                                              | Roma                                                | |        |
|        | Palau Chigi-Odelcaschi | 1660 ca.  | Arquitectura                                              |                                              | Roma                                                | |        |
| 64     | Estàtua del papa Alexandre VII Projecte de Bernini, esculpida per Antonio Raggi | 1661–1663 | Escultura                                                 | Marbre i bronze daurat                       | Catedral de Siena Siena                             | | [ 66 ] |
| 65     | Bust d'Alexandre VII | 1655–1667 | Escultura                                                 | Marbre i bronze daurat                       | Palau Chigi Zondazari Siena                         | Fotografia                                                                                               | [ 67 ] |
| 66     | Capella de la família De Silva | 1663      | Escultura                                                 | Marbre i bronze daurat                       | Collegio Sant'Isidoro Roma                          | Fotografia                                                                                               | [ 68 ] |
|        | Projecte per al Palau del Louvre | 1665      | Arquitectura, no realitzat                                |                                              | París                                               | |        |
| 67     | Escultures de la columnata de la Plaça de Sant Pere | 1656–1671 | Escultura                                                 | Travertí                                     | Sant Pere del Vaticà Roma                           | | [ 69 ] |
| 68     | Scala Regia | 1663–1666 | Arquitectura, escultura                                   | Marbre i estuc                               | Palazzo apostolico Roma                             | | [ 70 ] |
| 69     | La Visitació | 1665      | Escultura                                                 | Marbre, relleu                               | Capella Siri Savona                                 | Fotografia                                                                                               | [ 71 ] |
| 70     | Bust de Lluís XIV | 1665      | Escultura                                                 | Marbre 80 cm                                 | Musée national de Versailles Versalles              | | [ 72 ] |
| NA     | Retrat d'un cavaller desconegut | 1665      | Escultura                                                 | Marbre                                       | Los Angeles County Museum of Art Los Angeles        | Fotografia                                                                                               | [ 73 ] |
| 71     | Elefant de l'obelisc de la Minerva | 1667      | Escultura                                                 | Marbre                                       | Santa Maria sopra Minerva Roma                      | | [ 74 ] |
| 72     | Àngels del Ponte Sant'Angelo | 1667–1669 | Escultura                                                 | Marbre                                       | Ponte Sant'Angelo Roma                              | | [ 75 ] |
| 72     | Àngel amb la corona d'espines | 1667–1669 | Escultura                                                 | Marbre                                       | Sant'Andrea delle Fratte Roma                       | | [ 75 ] |
| 72     | Àngel amb el cartell d'INRI | 1667–1669 | Escultura                                                 | Marbre                                       | Sant'Andrea delle Fratte Roma                       | | [ 75 ] |
|        | Àngel dret amb un pergamí | 1667–1668 | Escultura                                                 | Terracota                                    | Fogg Art Museum Cambridge                           | Fotografia                                                                                               |        |
|        | Herma de Sant Esteve d'Hongria | 1635      | Escultura                                                 | Bronze                                       | Catedral de Zagreb Zagreb                           | Fotografia                                                                                               |        |
| 73     | Visió de Constantí | 1654–1670 | Escultura                                                 | Marbre                                       | Palazzo apostolico Roma                             | | [ 76 ] |
| 74     | Estàtua eqüestre de Lluís XIV | 1669–1684 | Escultura                                                 | Marbre                                       | Palau de Versailles                                 | | [ 77 ] |
| 75     | Bust de Gabriele Fonseca | 1668–1675 | Escultura                                                 | Marbre                                       | San Lorenzo in Lucina Roma                          | | [ 78 ] |
| 76     | La beata Ludovica Albertoni | 1671–1674 | Escultura                                                 | Marbre                                       | San Francesco a Ripa Roma                           | | [ 79 ] |
| 77     | Tomba d'Alexandre VII | 1671–1678 | Escultura                                                 | Marbre i bronze                              | Sant Pere del Vaticà Roma                           | | [ 80 ] |
| 78     | Chapel of the Blessed Sacrament | 1673–1675 | Escultura                                                 | Bronze                                       | Sant Pere del Vaticà Roma                           | | [ 81 ] |
| 78a    | Estàtua de Climent X | 1676      | Escultura                                                 | Marbre105 cm                                 | Galleria nazionale d'arte antica Roma               | | [ 81 ] |
| 79     | Salvator Mundi | 1679      | Escultura                                                 | Marbre                                       | San Sebastiano fuori le mura Roma                   | | [ 82 ] |